# Ruzicskay György
Ruzicskay György, született Ruzsicska (Szarvas, 1896. augusztus 16. – Budapest, 1993. január 31.) Munkácsy Mihály-díjas magyar festőművész, érdemes és kiváló művész.

## Élete
Négygyermekes tehetős parasztcsalád gyermekeként született. Édesapja Ruzicska János középbirtokos, édesanyja Aradi Zsófia. Ifjú éveinek történetét gimnáziumi iskolatársa, Lévay Ferenc 1965-ben írt visszaemlékezései alapján ismerjük, akit akkor már mintegy hat évtizednyi barátság fűzött a festőművészhez. Jó tanulmányi előmenetelű és szorgalmas gimnazista volt, akinek művészet iránti érdeklődése már ekkor is megnyilvánult. Szabad idejében legtöbbször csendesen rajzolt, írogatott. A gimnáziumban Boross Pál unokatestvérével megindították az Aranylapok című pár oldalas folyóiratot,melyet kézírással sokszorosítottak, s már az első számot is 31 példányban terjesztették. A folyóirat alapítását a sajtórendészeti vétségként kezelték, melyért dr. Pálka Pál szolgabíró 1-1 korona bírságot szabott ki, s a tevékenység folytatása esetére két-két heti áristomot helyezett kilátásba, így a lap és a kiadóhivatal megszűnt.
Visszahúzódó természete feltehetőleg abból eredt, hogy 1908-ban édesapja váltókezességet vállalt egy később fizetőképtelen rokonáért, így a család teljes vagyonát elveszítette. A szülői házat el kellett hagyniuk, a család a falu szélére költözött a nagyszülőkhöz, így a gimnáziumi éveket nélkülözésben, a nyári szüneteket a közeli téglagyárban fizikai munkával töltötte. A család felszínen maradását jórészt édesanyjának köszönhette, aki mosást és vasalást vállalt, s napszámosmunkával gondoskodott a megélhetésről, mivel édesapja a csapások terhe alatt agyvérzést kapott. A család anyagi helyzete akkor oldódott, amikor legidősebb bátyja a gimnázium elvégzését követően segédjegyző lett a Dunántúlon, míg két másik testvére önálló keresővé vált. Tanulmányai befejezését követően dr. Fischbein ügyvédi irodáját vezette, de festőművészi ambícióit nem adta fel. Az első világháború alatt a nagyváradi 4. Honvéd Gyalogezredben szolgált.  Két testvére elesett a világháborúban, s édesapja is elhunyt korábbi, gyógyulófélben lévő betegségéhez társult, a katonafiak eleste felett érzett bánatában.
A katonai szolgálat évei alatt megismerkedett Baráth Móric festőművésszel, akinek nagyváradi festőiskolájában képezte tovább magát 1919-től, majd 1922 és 1924 között a Müncheni Képzőművészeti Akadémián tanult, Ludwig Herterich tanítványaként. Itt jelentette meg a Ramesz rabszolga és Amon Hertwebecht énekesnő történetéről szóló albumát, melynek szövegét és illusztrációit is maga készítette. Elsajátította a freskó- és rézkarckészítés technikáit is. Tanulmányait a "vöröshajú nő" című képével zárta le. Ezt követően visszatért hazájába, s elkészítette Molnár Béla ornitológus, szarvasi tanár mellszobrát.
Első önálló kiállítását 1924-ben Nagyváradon rendezte, bemutatkozott szülővárosában is, ahol később a művelődési élet szervezésében is meghatározó szerepet játszott. 1925-ben több hónapos itáliai tanulmányutat tett, ahol velencei, firenzei, római tartózkodást követően Nápolyt és Palermót is meglátogatta. 1926 őszén franciaországi tanulmányutat tett, majd Szarvason és Nagyváradon dolgozott. 1929-ben megfestette a Szarvasi Luther Árvaház épületében található hármas falfreskót. A freskók Husz János megégetését, Luther Márton 95 tételének kiszögezését, valamint a magyar gályarabokat ábrázolják. Budapesten telepedett le, de gyakran visszatért szülővárosába, Szarvasra is, amelynek története mindvégig inspiráló forrást jelentett számára.
Feleségül vette Horváth Etelkát, aki életévégéig hű társa volt. Budapesten a Kmetty utca 19. számú ház műteremlakásában éltek. 1944. március 19-én, Magyarország német megszállásának napján találkozott Révész Imre mérnökkel, aki épp aznap szabadult három éves politikai börtönbüntetéséből, s akit még nagyváradi éveiből ismert. Negyedik emeleti műteremlakásában bújtatta, majd az idő múlásával másokat is befogadott, így a lakás szűknek bizonyult. Ezután a műteremlakás feletti padlásteret alakították ki menhellyé, s a padlásfeljáratot csapóajtóval látták el. A csapóajtó elrejtése érdekében a művész nagy méretű vásznat helyezett állványra, így a műterembe esetenként betévedő látogató elől a padlásfeljárót a kereszten szenvedő Krisztust ábrázoló készülőfélben lévő festmény fogadta. A bújtatottak túléléséhez elengedhetetlen élelmiszert a szűkös lehetőségek mellett is a közelben lévő kifőzdéből 10-12 adag étel biztosította, melyet a jóindulatú szomszédok hallgatólagos egyetértésével a művész felesége naponta hozott és osztott szét. Így valamennyi bújtatott személy túlélte Budapest megszállását és ostromát. A házaspárnak köszönhetően menekült meg többek között Baráth-Bihari Klára, Szenczi Sándor, Szőllősi György, a hattagú Hoffman család, a Deák házaspár és a  Beder fivérek. Embermentő tevékenységéért Ruzicskay Györgyöt 1978-ban a Jad Vasem –  a Holokauszt Áldozatainak és Hőseinek Izraeli Emlékhatósága – a Világ Igaza kitüntetésben részesítette.
Az 1950-es évek második felétől hosszabb időt töltött külföldön, s több külföldi kiállításon állították ki képeit. 1957-ben részt vesz a Salon d’Automne kiállításon Párizsban, 1958-ban a Les Grands et les Jeunnes d'Aujourd'hui kiállításon Cannes-ban és Párizsban, ezek a kiállítások indítják el nemzetközi karrierjét. Ezt követően kiállít Edinbourghban (1959), New Yorkban és Glasgowban (1959), Amszterdamban (1960) Vallaurisban (1963), Poitiersben (1965), a kanadai Brock Egyetemen   1959-ben "Vitalitás" című rajzsorozatával megnyeri a Grand Prix International de la Peinture díj II fokozatát, 1961-ben a "Fény a városban" című képével a díj I. fokozatát.
Jelentős művei közé tartozott a csömöri evangélikus templomot díszítő falfestménye. A falfestmény a főváros körüli harcok során megsérült, ma már nem tekinthető meg.
A szarvasi közösség 1960-ban alkotóházzal, majd 1973-ban a Ruzicskay-gyűjteménynek helyet adó múzeummal tisztelte meg. A művész 1975 óta Szarvas díszpolgára. Életművének java részét szülővárosának adományozta; volt műterme ma a közönség részére nyitva tartó Ruzicskay György Alkotóház a szarvasi Erzsébet-ligetben.

## Emlékezete
Fabiny Tamás a Diakónia folyóirat 1980/1. számában "Arcképvázlat Ruzicskay Györgyről" című összegző írásában méltatta életútja főbb állomásait.
Születésének 125. évfordulójáról és Magyarország 1944. évi német megszállásáról Zsugyel János "Az ajtó előtt állok, ha zörgetnek" című írása emlékezett a HÍD Evangélikus Missziói Magazinban.

## Művek
- Amon Hertwebecht. München, 1922
- Szerelemkereső. 108 rajz a szerző írásaival. Sonnenfeld Adolf Rt. Grafikai Műhelyeiben, 1935, Oradea – Nagyvárad
- Világosság. Rajzsorozat, 1936
- Liszt album. Rajzsorozat, 1938
- Tessedik Sámuel élete. Szarvas, 1970, 141 old.
- Fantasztikus utazás. Képzőművészeti Alap Kiadóvállalata, Budapest, 1978, oldalszámozás nélkül
- Gyula várának krónikája. Rajzsorozat, 1981
- Fantasztikus utazás II. Rajzsorozat, 198
- Amon Hertwebecht. Petőfi Nyomda és Szarvas Város Tanácsa közös kiadása, Szarvas, 1982
- Rajzsorozat Arany János Toldijához. Szarvas, 2010, 86 old.

## Elismerései
- 1959: Honorable Mention, Special Mention elismerés, Nemzetközi illusztrációs kiállítás, Edinburgh; II. Grand Prix, X. Grand Prix International de Peinture de Dauville;
- 1960: I. Grand Prix, XII. Grand Prix International de Peinture de Dauville;
- 1973: Munkácsy Mihály-díj;
- 1976: Érdemes művész;
- 1982: Kiváló művész;
- 1986: a Magyar Népköztársaság Zászlórendje.

## Egyéni kiállításai
- 1945 Arad, Temesvár, Nagyvárad
- 1947 A munka himnusza, Szalmássy Galéria, Budapest
- 1959 Magyar Intézet, Párizs
- 1965 Pitiers
- 1966 Ernst Múzeum, Budapest (gyűjt.)
- 1967 Galerie de Saxe, Párizs
- 1968 Szarvas, Békéscsaba
- 1969 Brock Egyetem, USA
- 1975 Biológiai Intézet, Szeged
- 1976 Magyar Nemzeti Galéria, Budapest (gyűjt.)
- 1978 Dürer Terem, Budapest, Gyula
- 1980 Iskolai Galéria, Budapest; Tessedik Sámuel Múzeum, Szarvas
- 1986 Pozsony, Poprád, Eger, Nyíregyháza
- 1987 Békéscsaba, Szarvas

## Válogatott csoportos kiállítások
- 1957 Salon d'Automne, Párizs
- 1958 Les Grands et les Jeunes d'Aujourd'hui, Cannes • Musée d'Art Modern, Párizs
- 1959 Nemzetközi illusztrációs kiállítás, Edinburgh
- 1959 Díjnyertesek kiállítása, New York, Glasgow
- 1959 Salon d'Automne, Párizs
- 1960 A Grand Prix nyerteseinek kiállítása, Amszterdam
- 1961 Salone d'Automne, Párizs
- 1963 Peinture Lumiere, Vallauris